# 鬼影人

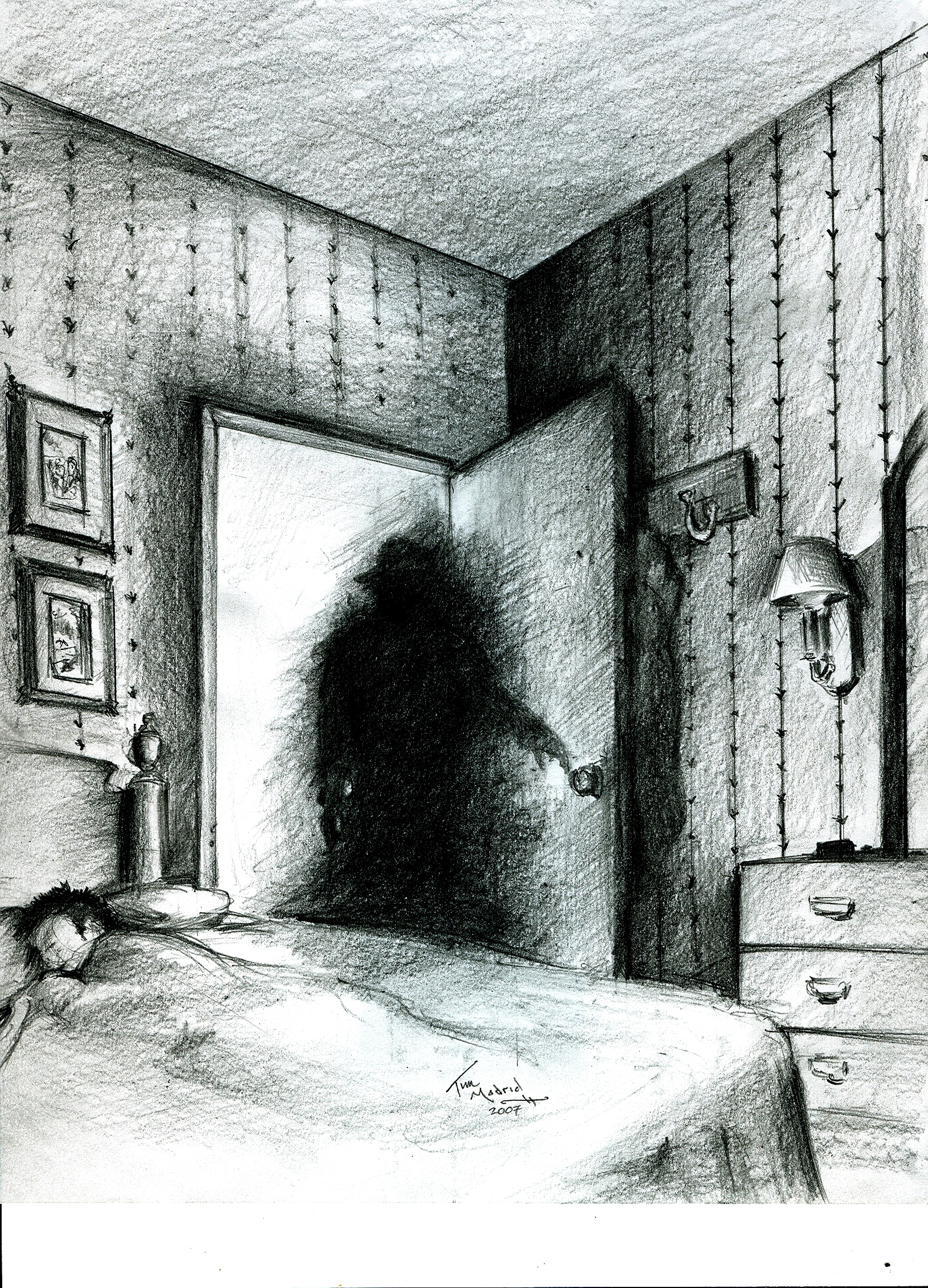
一張鬼影人的畫

鬼影人（英语：Shadow person，又译阴影人）是一种都市传说中的超自然存在。

## 形态
鬼影人通常被描述为黑色的人形阴影，无法看清五官，有时穿戴着斗篷或帽子，身体类似于烟雾或伴随着烟雾出现。在绝大多数的目击报告，鬼影人只是四处飘动，但有部分目击者称鬼影人曾试图对他们发起攻击，如扼住颈部或压着身体等。

## 解释
有观点认为，鬼影人是当事人因精神类药物、酒精、睡眠瘫痪、幻想性视错觉、睡眠不足或极度紧张状态下出现的幻觉或虚假记忆。